# Thomas Walach
Thomas Walach (* 1983 in Wien) ist ein österreichischer Journalist und Historiker.

## Leben
Walach studierte Geschichtswissenschaft an der Universität Wien und der Universität Freiburg (Schweiz). Seit März 2013 ist er an der Universität Wien tätig. Im Jahr 2016 war Walach als Gastdozent an der Universität Konstanz engagiert. 2018 als Visiting Scholar an der Stanford University. 2016 wurde ihm der Lehrpreis der Universität Wien (UNIVIE Teaching Award) verliehen.
Im Juli 2019 wurde Walach als Listenkandidat der Partei Jetzt – Liste Pilz für die Nationalratswahl in Österreich 2019 präsentiert. Für diese Partei nahm er als Vertreter an einer Elefantenrunde im Fernsehsender Puls 4 sowie an einer Diskussionssendung im ORF teil.
Gemeinsam mit Martin Tschiggerl betrieb Walach unter dem Titel „Historiker bloggen“ einen Blog für die Zeitung Der Standard. Anfang 2020 gab Walach gemeinsam mit Klaus Nüchtern das Buch Unser Land. Wie wir Heimat herstellen heraus. Walach war von Juni 2019 bis März 2022 Chefredakteur und für einige Monate bis Juni 2022 Geschäftsführer des Onlinemediums zackzack.at. Von September 2022 bis September 2023 war Walach als Chef vom Dienst für digitale Kommunikation in der SPÖ-Bundespartei und des SPÖ-Parlamentklubs tätig.